# George Grove
George Grove, né le 13 août 1820 à Londres et mort le 28 mai 1900 dans la même ville, est un ingénieur et musicographe anglais. Il est connu comme le rédacteur fondateur du Grove's Dictionary of Music and Musicians. 

## Biographie
George Grove naît le 13 août 1820 à Clapham,.
Il suit des études d'ingénieur, et, en 1841, est chargé de la construction, à la Jamaïque, d'un phare en fer, et trois ans plus tard, du même travaille aux Bermudes. De retour en Angleterre, il continue à suivre sa profession. Mais, en 1850, il est nommé secrétaire de la Royal Society of Arts et occupe les mêmes fonctions à la Compagnie du Palais de cristal, de la direction de laquelle il fait partie en 1888. Il est également associé à l'importante maison des éditeurs Macmillan & Co. Monsieur Grove est un des principaux rédacteurs du Dictionnaire de la Bible publié par William Smith ; il prend une grande part à la fondation et au fonctionnement de l'association pour l'exploration de la Palestine. Il dirige aussi une publication d'une haute valeur : Dictionary of music and musicians (1886-1889, 4 vol.), où les articles rédigés par Grove lui-même comptent incontestablement parmi les meilleurs et les plus substantiels. Lors de la création du Collège royal de musique, à Londres, il est appelé à en prendre la direction.
George Grove meurt le 28 mai 1900 à Sydenham, il est inhumé au Ladywell Cemetery de Lewisham Lewisham.